# Sipoo

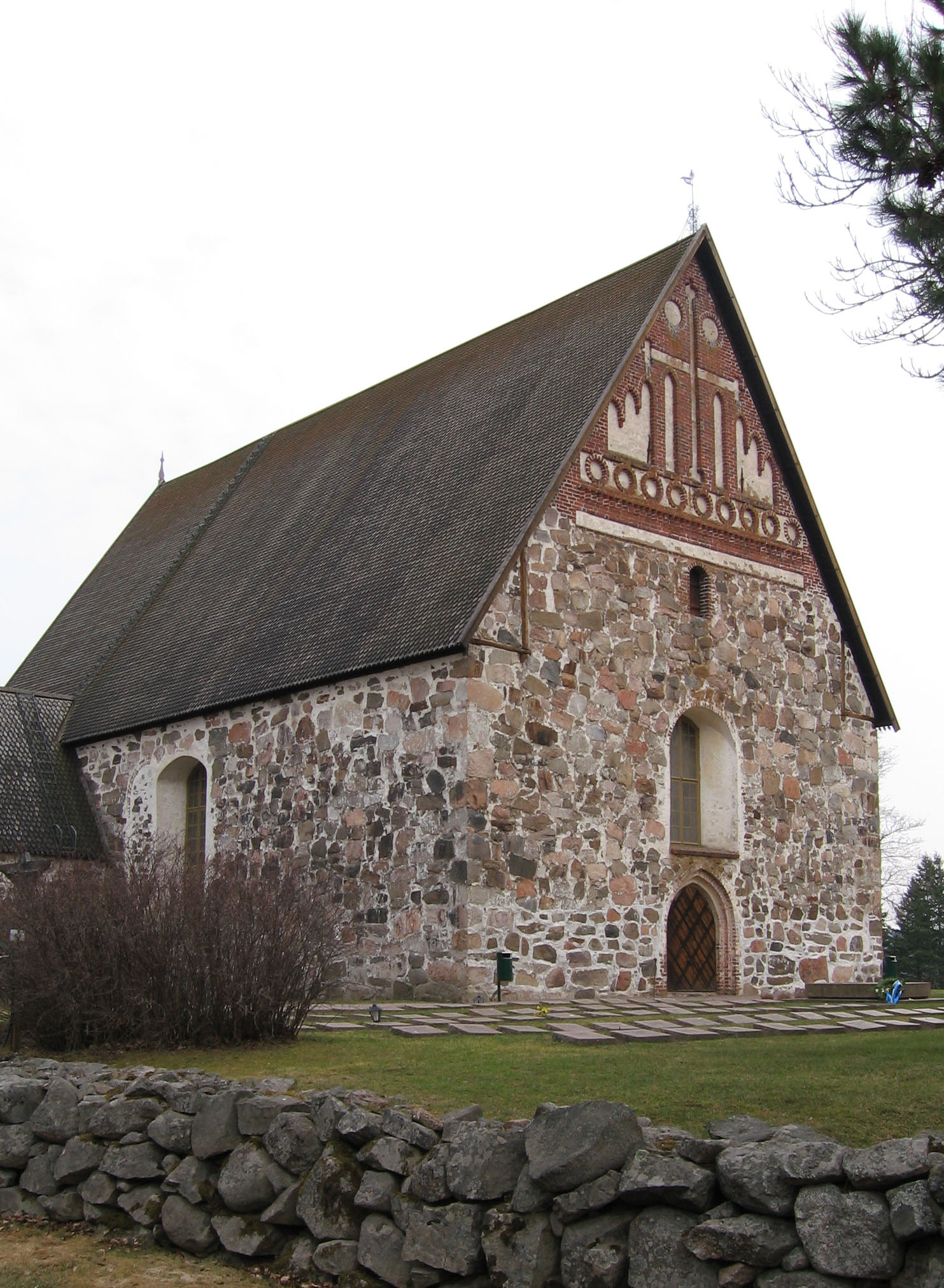
Kościół w Sipoo

Sipoo (szw. Sibbo) – gmina na południu Finlandii, w sąsiedztwie Helsinek. Jej centrum administracyjnym jest wieś Nikkilä. W 2022 roku liczba mieszkańców wynosi 22 320 osób. Powierzchnia gminy to 698,59 km², z czego 358,97 km² stanowi woda.

## Miasta partnerskie
- Aurskog-Høland, Norwegia
- Frederikssund, Dania
- Kumla, Szwecja
- Kuusalu, Estonia